# Ron Killings
Ron Killings este un wrestler din WWE cunoscut ca R-Truth care a avut cariera în TNA. Activează în prezent în show-ul Monday Night Raw , este Campionul 24/7. Titlul a fost redobândit fiind campion de 42 de ori. De asemenea, este foarte atletic și este un cântăreț Hip-Hop și Rap.
- Numele lui de scenă în trecut în WWE era K-Kwik,Kid Krush,Pretty Ricky,K.Malik Shabazz acest luptător a reușit să elimine la Royal Rumble 2001 pe marele gigant The Big Show,Hardcore Holly. De asemenea a devenit campion WWF Hardcore în fața lui Raven pe când acesta sa reunit cu D-Generation X la Survivor Series dar R-Truth se temea de doi luptători precum Billy Gunn și Road Dogg dar la Armaggedon tot în 2000 R-Truth devine campion la echipe cu Road Dogg pe care reușesc să câștige în fața lui Edge și Christian
- În anul 2002 acesta a lăsat WWE-ul pentru TNA unde a semnat un contract până în anul 2007 acesta a făcut furori la debutul său în TNA a devenit campion mondial în fața lui Brian Christopher dar R-Truth s-a luptat cu foarte multe legende care au fost în WWE precum Larry Zbysko,Ken Shamrock.

În anul 2010 la Wrestlemania XXVI R-Truth a făcut echipă cu John Morrison împotriva campionilor unificați la echipe Shomiz(Big Show și The Miz) iar Truth pierde șansa de a fi campion la echipe cu Morisson este lovit cu pumnul de gigantul The Big Show și este numărat.

## Titluri înTNA
- NWA World Heavyweight Championship (2 ori)[1]
- NWA World Tag Team Championship (2 ori) – alături de B. G. James și Konnan[a][2]
- TNA World Tag Team Championship (1 dată) – alături de Adam Jones[3]
- Gauntlet for the Gold (2003 – Tag Team) – B.G. James[4]

## Titluri înWWE
- - WWE 24/7 Championship (40 ori, prezent)[5]
  - WWE Tag Team Championship (1 dată) – alături de Kofi Kingston[6]
  - WWE United States Championship (2 ori)[7][8]
  - WWF Hardcore Championship (2 ori)
  - Bragging Rights Trophy (2009) – alături de Team SmackDown (Chris Jericho, Kane, Matt Hardy, Finlay, David Hart Smith și Tyson Kidd)[9]
  - Mixed Match Challenge (Sezonul 2) – alături de Carmella[10]
  - Slammy Award (2 ori)